# Highlands and Islands

La regió governamental de Highlands and Islands.

Highlands and Islands (en gaèlic escocès Gaidhealtachd's nan Eilean, en scots Hielands an Islands) és el nom amb el qual es coneix el conjunt format per les terres altes d'Escòcia i les illes Hèbrides, Òrcades i Shetland.
Aquesta regió és sovint definida com el conjunt de territoris on es va aplicar el Crofters' Act l'any 1886. Aquesta àrea consistia en l'àrea de set comtats d'Escòcia: 
- Argyll
- Inverness-shire
- Ross and Cromarty
- Sutherland
- Caithness
- Orkney
- Shetland

Highlands and Islands Enterprise empra una definició més àmplia, també usada a la NUTS de nivell 2 de l'Eurostat, i des de l'any 1999 també existeix la Regió electoral al Parlament Escocès de Highlands and Islands.
A Highlands and Islands Fire and Rescue Service el nom fa referència al govern local (council) de Highland, Orkney, Shetland i les Hèbrides Exteriors. Per referir-se a aquesta àrea també es pot fer servir de la paraula Northern (septentrional)..
La Highlands and Islands Partnership for Transport, establida l'any 2006, cobreix la major part dels consells d'Argyll and Bute, Highland, Moray, Orkney i les Hèbrides Exteriors, mentre que Shetland és responsabilitat de la Shetland Partnership for Transport.
A les eleccions al Parlament escocès de 2007, la regió electoral de Highlands and Islands va ser l'última a declarar els seus vots, que van resultar ser crucials per la victòria del Partit Nacional Escocès, que va obtenir la representació més gran al Parlament escocès per un escó, sobre del Partit Laborista Escocès.